# Aproximação

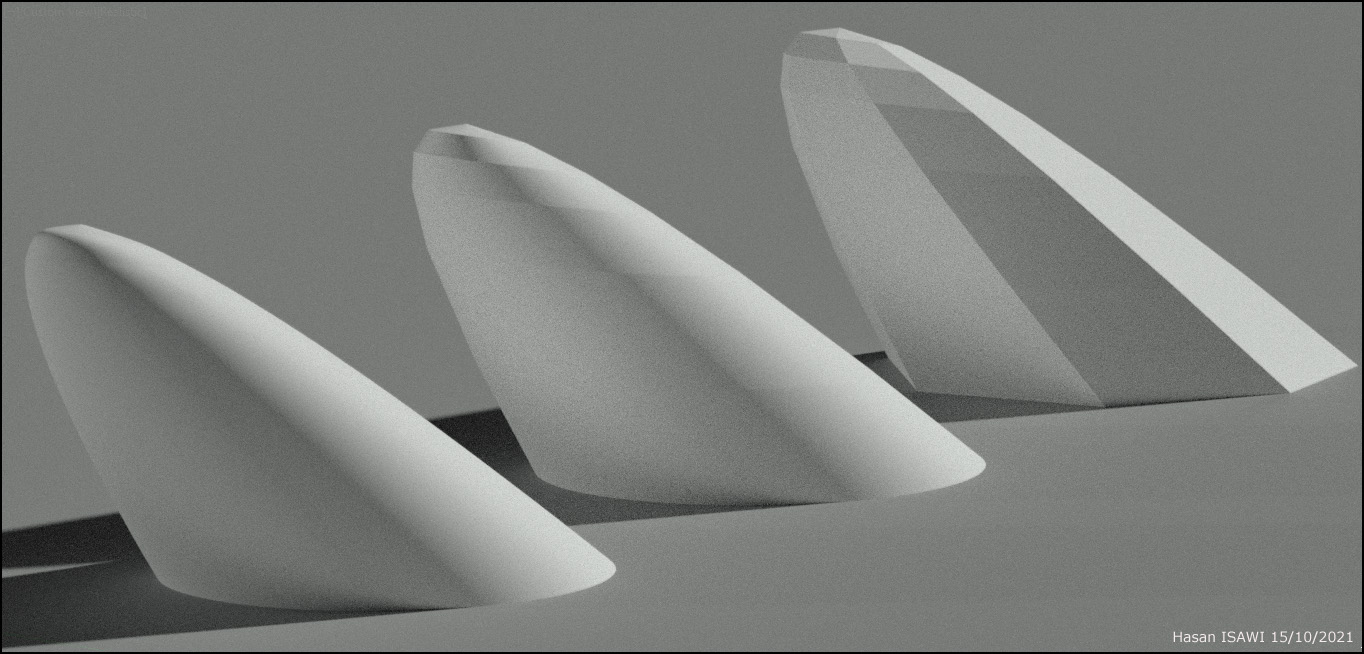
Duas aproximações de um parabolóide.

Uma aproximação (símbolo: ≈ , às vezes é utilizado um til ˜) é uma representação inexata de alguma coisa, que apesar de tudo ainda é suficientemente próxima para ser usada. Apesar de a aproximação ser mais frequentemente aplicada a números, ela também é frequentemente aplicada a outras coisas como formas, leis da física e funções matemáticas.